# Hans-Gunnar Liljenwall
Hans-Gunnar Liljenwall (9 de juliol de 1941) és un pentatleta modern que va causar la desqualificació de l'equip suec als Jocs Olímpics de 1968 per ús d'alcohol. Liljenwall va ser el primer atleta en ser desqualificat als Jocs Olímpics per ús de drogues, després que el Comitè Olímpic Internacional introduís regles antidopatge el 1967. Liljenwall s'havia pres "dues cerveses" per calmar els seus nervis abans de la prova de tir. L'equip suec va haver de retornar les medalles de bronze posteriorment.
Liljenwall també va participar en els Jocs Olímpics de 1964 i 1972. El 1964 va quedar onzè a nivell individual i quart amb l'equip, i el 1972 va quedar 25è i cinquè, respectivament.